# Сіблі (Міссурі)
Сіблі (англ. Sibley) — селище (англ. village) в США, в окрузі Джексон штату Міссурі. Населення — 314 особи (2020).

## Географія
Сіблі розташоване за координатами 39°10′33″ пн. ш. 94°12′3″ зх. д. / 39.17583° пн. ш. 94.20083° зх. д. (39.175890, -94.200871).  За даними Бюро перепису населення США в 2010 році селище мало площу 2,70 км², уся площа — суходіл.

## Демографія
Згідно з переписом 2010 року, у селищі мешкало 357 осіб у 129 домогосподарствах у складі 98 родин. Густота населення становила 132 особи/км².  Було 141 помешкання (52/км²).
Расовий склад населення:
| - 96,4 % — білих - 0,8 % — корінних американців |

До двох чи більше рас належало 2,8 %. Частка іспаномовних становила 3,9 % від усіх жителів.
За віковим діапазоном населення розподілялося таким чином: 24,4 % — особи молодші 18 років, 58,2 % — особи у віці 18—64 років, 17,4 % — особи у віці 65 років та старші. Медіана віку мешканця становила 40,1 року. На 100 осіб жіночої статі у селищі припадало 98,3 чоловіків;  на 100 жінок у віці від 18 років та старших — 101,5 чоловіків також старших 18 років.
Середній дохід на одне домашнє господарство  становив 54 877 доларів США (медіана — 42 031), а середній дохід на одну сім'ю — 61 585 доларів (медіана — 45 000). За межею бідності перебувало 10,1 % осіб, у тому числі 0,0 % дітей у віці до 18 років та 4,7 % осіб у віці 65 років та старших.
Цивільне працевлаштоване населення становило 109 осіб. Основні галузі зайнятості: освіта, охорона здоров'я та соціальна допомога — 17,4 %, будівництво — 14,7 %, транспорт — 13,8 %.